# Doodle Dungeon
Doodle Dungeon ist ein Gesellschaftsspiel des deutschen Spieleautors Ulrich Blum für zwei bis vier Mitspieler aus dem Jahr 2020, das im Verlag Pegasus Spiele veröffentlicht wurde. Es handelt es sich um ein Zeichenspiel, bei dem die Mitspieler jeweils in der Rolle eines Dungeonmasters einen Dungeon konstruieren, den die anderen Spieler wie in einem Dungeon Crawler erkunden und meistern müssen.

## Thema und Ausstattung
Bei dem Spiel handelt es sich um ein Zeichenspiel, bei dem die Mitspieler jeweils auf einem Zeichenblatt einen Dungeon mit Wänden, Fallen, Monstern und Schätzen anlegen, den die anderen Spieler wie in einem Dungeon Crawler erkunden und meistern müssen.
Das Spielmaterial besteht neben der Spielanleitung aus einem Block mit 100 Blättern zur Konstruktion des Dungeons, 60 Karten, vier zehnseitigen Würfeln (W10), einer Dungeon-Bauanleitung, vier Dungeonschablonen, vier Heldenfiguren, vier Bleistiften, einem als Startspielermarker nutzbaren Anspitzer, einem Radiergummi und einem Wertungsblock. Das Spielmaterial ist von John Kovalic gestaltet, der auch als Grafiker für Spiele wie Munchkin, Chez Geek oder Pokéthulhu bekannt ist.

## Spielweise

### Vorbereitung
Zur Vorbereitung des Spiels bekommt jeder Spieler ein Dungeonblatt, einen Bleistift, eine Schablone, eine Heldenfigur und einen Wertungszettel. Die Karten werden gemischt und als verdeckter Stapel bereitgelegt, je nach Spielerzahl werden Karten entfernt.

### Spielregeln
Beginnend mit einem vorher bestimmten Startspieler spielen die Mitspieler im Uhrzeigersinn. Die Spielrunden sind in drei Phasen eingeteilt, die nacheinander durchgespielt werden.
Dungeon bauen
In der ersten Phase legen alle Mitspieler ihren Dungeon an. Zu Beginn der Runde werden abhängig von der Spielerzahl drei bis fünf Karten offen in die Spielmitte gelegt. Die Mitspieler wählen beginnend mit dem Startspieler jeweils eine Karte aus und legen diese offen vor sich ab, die verbleibende Karte wird abgelegt. Entsprechend der Bauregeln zeichnen die Spieler alle im unteren Bereich der Karte angegebenen Bauelemente nacheinander auf ihr Dungeonblatt ein und legen die Karte verdeckt neben ihr Dungeonblatt auf einen persönlichen Ablagestapel. Alle Schätze werden geheim auf das Wertungsblatt notiert und Aufwertungen können im oberen Bereich des Dungeonblatts für die verschiedenen Arten von Monstern (Goblin, Ork, Drache) oder für Fallen oder Schätze verteilt werden. Schätze können überall im Dungeon verteilt werden, gehen allerdings nur in die Wertung ein, wenn sie von einem Monster bewacht werden.
Danach wird der Startspielermarker im Uhrzeigersinn weitergegeben und es werden erneut Karten aufgedeckt. Insgesamt wiederholt sich dies 14 mal, bis der Baukartenstapel leer ist. Die Anzahl der eingebauten Schätze wird gezählt und notiert.
Heldenweg festlegen
Nachdem alle Mitspieler einen Dungeon gebaut haben, werden diese an die Spieler links weitergegeben. Alle Mitspieler zeichnen nun auf dem Dungeon einen Weg als durchgängige Linie vom Eingang zum Ausgang ein, den ihr Held durch den Dungeon nehmen soll. Der Weg darf sich kreuzen oder auch parallel zwei Mal durch ein Feld geführt werden, er darf sich jedoch nie verzweigen, durch eine Wand geführt werden oder mehr als zwei Mal durch das gleiche Feld laufen. Zudem darf er nur dann zwei Mal über das gleiche Monster führen, wenn er dazwischen mindestens über ein anderes Monster oder eine Falle geführt wurde. Nachdem alle Heldenwege eingezeichnet wurden, wird das Dungeonblatt wieder an den jeweiligen Dungeonmaster zurückgegeben.
Dungeon verteidigen
In der dritten Phase verteidigen die Dungeonmaster jeweils ihren Dungeon gegen die eindringenden Helden. Sie stellen dafür jeweils die Heldenfigur an den Eingang des Dungeons und mischen ihren persönlichen Ablagestapel. Von diesem nehmen sie jeweils ein bis vier Karten auf die Hand, abhängig davon, wie viele Aufwertungen sie auf ihr Handkartenlimit gespielt haben.
Während der Verteidigungsphase werden nacheinander jeweils vier Schritte durchgeführt: Zu Beginn wird die Heldenfigur bewegt, danach werden Begegnungen und Dungeonaktionen ausgeführt, danach Heldenaktionen gespielt und am Ende die Kartenhand aufgefüllt. Im ersten Zug entfallen die beiden ersten Schritte, stattdessen können die Mitspieler in den gegnerischen Dungeons durch das Ausspielen von Karten unterstützen. Die Bewegung erfolgt entlang des eingezeichneten Heldenweges und endet jeweils auf einer Falle oder einem Monster. Betritt der Held eine Falle, erleidet er Schadenspunkte entsprechend der Fallenstärke des Dungeonmasters. Begegnet der Held einem Monster kommt es zu einem Kampf, der mit Hilfe der zehnseitigen Würfel und dem Monsterbonus ausgewürfelt wird; ist die Summe von zwei geworfenen Würfeln und dem Bonus höher als 20, erhält der Held den für das Monster typischen Schaden, andernfalls besiegt der Held das Monster und schlägt es in die Flucht. Während der Begegnung darf der Dungeonmaster jederzeit Karten mit Dungeonaktionen ausspielen und diese damit beeinflussen. Grundsätzlich gilt die beschriebene Aktion höher als die allgemeine Regel, es besteht allerdings ein Limit von maximal vier Würfeln für den Kampf, das nicht überschritten werden darf. Der gesamte erhaltene Schaden wird von den Herzen am unteren Rand des Dungeonbogens abgestrichen; sobald alle Herzen durchgestrichen sind, stirbt der Held.
Nach den Begegnungen dürfen die Mitspieler Heldenaktionen ausspielen, die sich auf einen beliebigen gegnerischen Dungeon auswirken. Dabei darf jeder Dungeon nur mit maximal zwei Heldenkarten beeinflusst werden und auf einen Dungeon, in dem der Held bereits tot oder entkommen ist, darf keine Heldenkarte mehr gespielt werden. Am Ende des Zuges alle Spieler beliebig viele Karten unter seinen Nachziehstapel legen und danach wieder Karten bis zu seinem Handkartenlimit nachziehen.

### Spielende und Wertung
Nachdem alle Helden entweder gestorben oder entkommen sind, werden die Punkte der einzelnen Mitspieler ermittelt und auf dem Wertungsblatt verrechnet. Dabei bekommen sie
- für jeden noch von einem Monster beschützten Schatz Punkte in Höhe des Schatzwertes,
- für jedes nicht besiegte Monster Punkte in typischer Höhe für den Monstertyps,
- 5 Extrapunkte, wenn der Held im Dungeon gestorben ist,
- Minuspunkte für alle Herzsymbole, die beim Helden nicht abgestrichen wurden.

Gewinner des Spiels ist der Spieler, der am Spielende die meisten Punkte hat. Bei einem Gleichstand wird die Anzahl der getöteten Monster ausschlaggebend; wer weniger hat, gewinnt.

## Veröffentlichung und Rezeption
Das Spiel Doodle Dungeon wurde von Ulrich Blum entwickelt und 2020 bei dem deutschen Pegasus Spiele veröffentlicht. 2021 erschienen Versionen des Spiels auf Englisch, Spanisch, Italienisch, Japanisch und Chinesisch.
Jörg Domberger bewertete das Spiel auf spieletest.at mit neun von zehn möglichen Punkten und lobt vor allem das ungewöhnliche und witzige Spielprinzip und die Umsetzung. Es mache „Spaß, vorallem wenn man die verkehrte Welt mal verstanden und den Rollentausch Held gegen Dungeonbesitzer verinnerlicht hat.“ Auch Daniel Pabst, Rezensent auf ringbote.de, lobt die Umsetzung. Nach seiner Meinung „kombiniert [das Spiel] die spaßigen Elemente aus Munchkin mit einem modernen Flip-and-Write-Mechanismus. Hat man sich einmal durch die ausführlichen Regeln gekämpft, ist das Spiel schnell zu spielen. Dem Untertitel in der Anleitung ist daher nichts mehr hinzuzufügen: „Ein (helden)überwältigendes Zeichenspiel“.“ Julia Zerlik, Jurymitglied des Spiel des Jahres, ist weniger überzeugt von dem Spiel. Auf ihrem Videokanal kritisiert sie vor allem die begrenzten Möglichkeiten im Dungeonbau und bei der Gestaltung des Heldenweges sowie die ständig wechselnden Rollen der Spieler („fühlt sich nicht smart/eingängig an“).

## Belege
1. 1 2 3 4 5 6 7 8 9 10 11 12 13  Spielanleitung Doodle Dungeon, Pegasus Spiele 2020
2. ↑  Versionen von Doodle Dungeon in der Spieledatenbank BoardGameGeek (englisch); abgerufen am 30. November 2024.
3. ↑  Jörg Domberger: Doodle Dungeon, Rezension auf dem Blog spieletest.at, 1. August 2021; abgerufen am 30. Dezember 2024.
4. ↑  Daniel Pabst: Doodle Dungeon, Rezension auf ringbote.de, 9. März 2021; abgerufen am 30. Dezember 2024.
5. ↑  Julia Zerlik: Doodle Dungeon, Rezension auf spiel-doch-mal.com, 18. April 2021; abgerufen am 30. Dezember 2024.